# Lujza Blaha
Lujza Blaha, rozená Ludovika Reindl, také Lujza Várai nebo Lujza Kölesi (8. září 1850 Rimavská Sobota – 18. ledna 1926 Budapešť), byla maďarská herečka a zpěvačka.

## Život
Její otec Sándor Reindl byl husarským důstojníkem v c. k. armádě. S její matkou Lujzou Ponti se setkal během své služby v Nyíregyháze. Odešel z armády, vzdal se důstojnické hodnosti a 24. února 1848 se i přes odpor rodiny vzali. O tři týdny později se Reindl během maďarské revoluce 1848–1849 připojil k povstalecké armádě. Po kapitulaci u Világoše se musel ukrýt. Vzhledem k tomu, že měl dobrý hlas a krásně zpíval, vstoupil do divadelní společnosti jako cestující herec pod jménem Sándor Várai. V roce 1856 hrál v Košicích, které byly zasaženy cholerou, a zemřel během představení. Její matka, činoherní herečka, se poté v roce 1857 znovu provdala, a to za scénografa Antala Kölesiho. Tak se stalo, že umělkyně je někdy označována jako Lujza Kölesi, příjmením jejího pěstouna.
Svého prvního manžela, 37letého dirigenta českého původu Jana Blahu, si vzala v 16 letech v únoru 1866 v Subotici. U něj získala hudební vzdělání. Pomohl ji ke kariéře. Jméno svého manžela, který zemřel 24. ledna 1870 v Debrecínu na zápal plic ve věku 41 let – i když později uzavřela ještě dvě manželství – nesla až do konce života. V roce 1866 začala účinkovat v Debrecínu, s platem 100 stříbrných forintů. Její hostování ve Vídni ji proslavilo v rakouském operetním světě. 5. května 1869 poprvé hostovala v Kluži. 4. února 1870 začala účinkovat v Národním divadle v Budapešťi.
Jejím druhým manželem byl Sándor Soldos, statkář, za kterého se provdala 20. září 1875. Dne 26. února 1881 se provdala se za barona Ödöna Splényiho, policejního poradce. Letní prázdniny trávila v Balatonfüredu.
Děti: Sándor Blaha (1874–1948), státní tajemník ministerstva vnitra, a Sári Blaha (Sári Soldos, 1876–1956), herečka.

## Posmrtné uznání
Bylo po ní bylo pojmenováno náměstí před Lidovým divadlem (maďarsky Népszínház) v Budapešti. Stanice metra linky M2 se jmenuje Blaha Lujza tér.

## Galerie

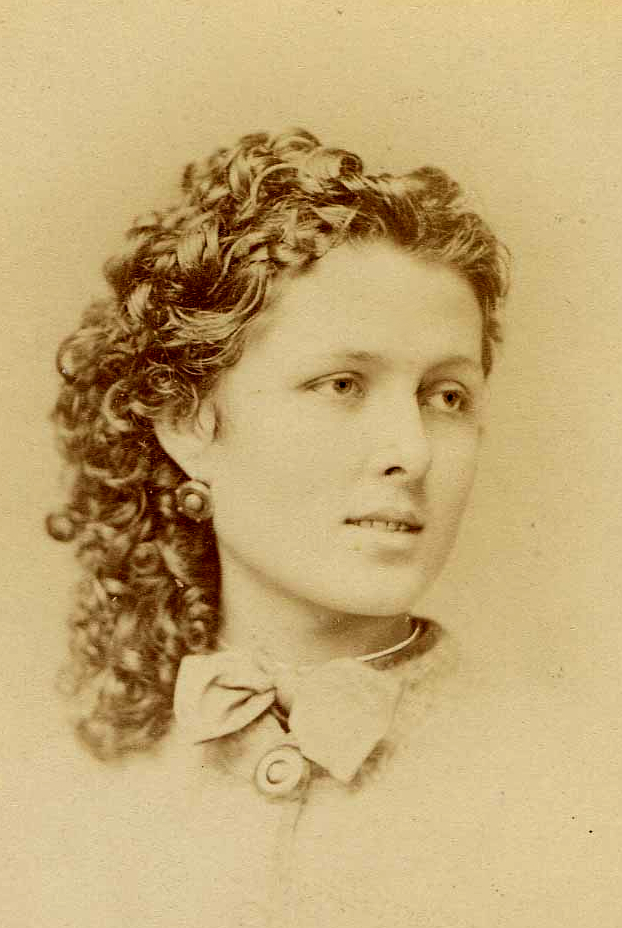
Lujza Blaha (1866)
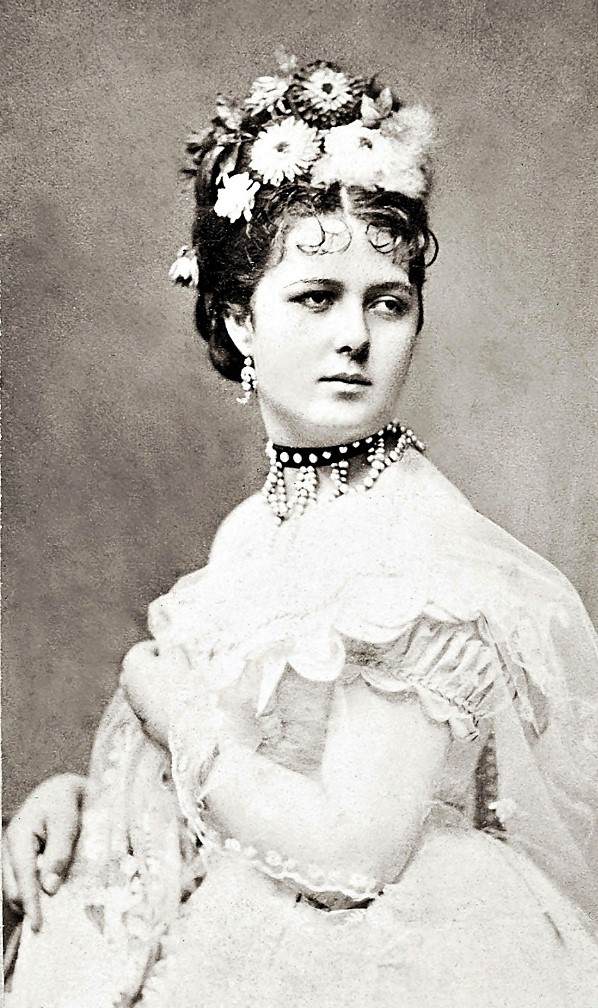
Lujza Blaha
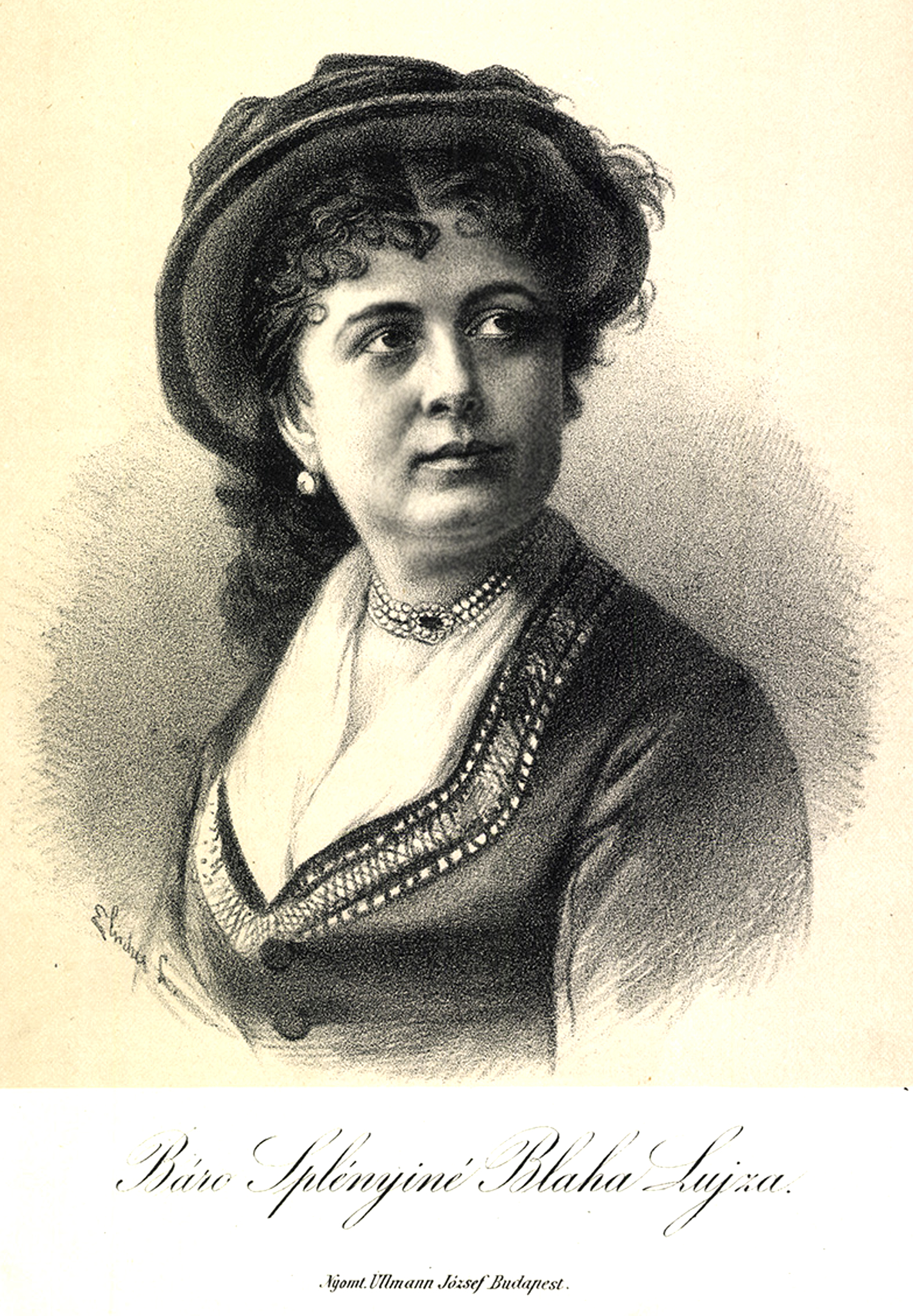
Lujza Blaha
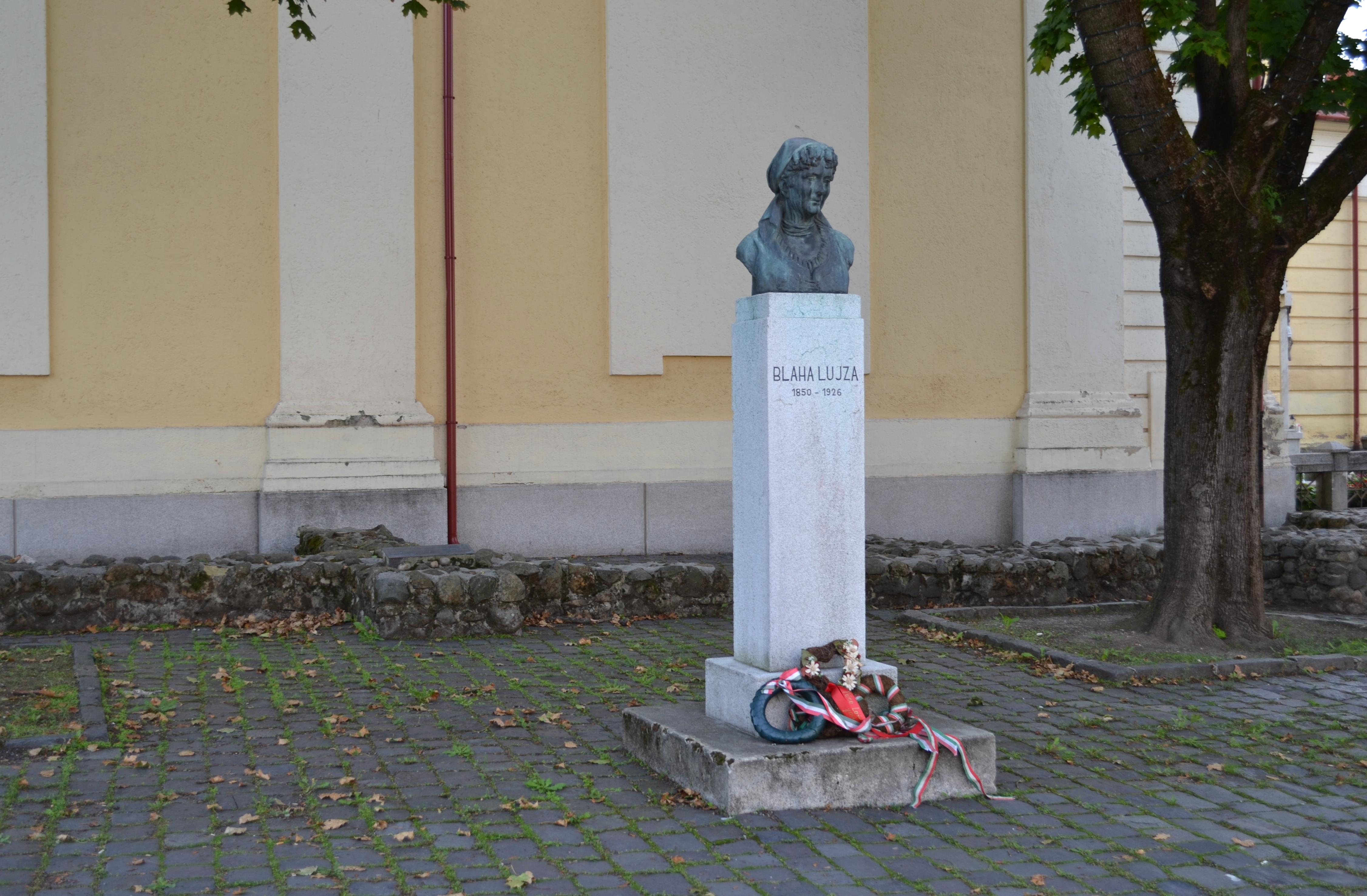
Pomník v Rimavské Sobotě